# 부안 김상만 고택
부안 김상만 고택(扶安 金相萬 古宅)은 전라북도 부안군 줄포면 줄포리에 있는 조선시대의 가옥이다. 1984년 1월 14일 대한민국의 국가민속문화재 제50호로 지정되었다.

## 개요
인촌 김성수 선생(1891∼1955)이 어린시절을 보낸 집으로 주목받고 있는 초가집이다. 조선 고종 32년(1895)에 안채, 사랑채, 헛간채를 지었고, 광무 7년(1903)에 안사랑채와 곳간채를 지었다. 1984년에 문간채를 지어 전체적으로 'ㅁ'자형을 이루고 있다.
안채는 '一'자형 집으로 서쪽을 향해있으며, 남쪽부터 부엌 2칸·방 2칸·대청·방으로 구성되어 있다. 부엌의 1칸은 방이며, 큰방 뒷쪽에 1칸은 벽장이고 나머지 1칸은 툇마루로 구성되어 있다. 대청은 기둥 사이 간격을 방보다 넓게 잡아 상당히 넓으며, 작은방은 앞에 툇마루가 있고 뒷쪽에 벽장이 있다.
사랑채는 일자형의 남향집으로 끝방과 골방이 뒷방으로 숨겨진 독특한 구조이다. 3칸의 방이 있으며, 앞에는 툇마루가 있다. 헛간채는 안채와 사랑채 사이에 있는 '一'자형 집이다. 제일 서쪽에 1칸의 작은 문이 있는데, 안채와 사랑채의 통로가 되는 문이다. 안사랑채는 '一'자형으로 서향집이다. 3칸의 방이 있으며, 앞·뒤에 툇마루가 있고 벽장이 설치되어 있다. 문간채는 대문 양쪽으로 2칸씩 구성된 5칸 집이다.
이곳은 부안·고창지방의 특색을 잘 간직하고 있으며, 해안에서만 볼 수 있는 수법을 사용하고 있어 주목할 만하다. 1982년에 수리하면서 현대식 감각으로 바뀌긴 했으나 부통령을 지낸 당대의 뛰어난 인물이 어린시절을 보낸 집이라는 점에서 그 가치가 평가되고 있다

## 같이 보기
- 김성수
- 인촌선생 생가 - 전라북도 기념물 제39호

## 참고 자료
- 부안 김상만 고택 - 국가유산청 국가유산포털